# Dysstasi
Dysstasi eller dystasi (latin: dysstasia) är en medicinsk term för svårighet att stå upp, vare sig orsaken är fysiologisk eller psykisk.
Dysstasi förekommer ibland vid dissociativa störningar, som biverkning av läkemedel, vid ovanliga nervsjukdomar som Roussy-Levys syndrom, drogpåverkan eller utmattning.